# Principi di Sansevero
Quello dei principi di Sansevero è un titolo nobiliare italiano.
I principi di Sansevero avevano anche il titolo di duca di Torremaggiore.

## Famiglia Di Sangro
|      | Nome                         | Data di nascita e di morte           | Durata carica                       |
| ---- | ---------------------------- | ------------------------------------ | ----------------------------------- |
| I    | Giovanni Francesco di Sangro | 1523 - 1604                          | 1587 - 1604                         |
| II   | Paolo di Sangro              | 1569 - 15 maggio 1626                | 1604 - 15 maggio 1626               |
| III  | Giovanni Francesco di Sangro | 1º agosto 1587 - 24 dicembre 1627    | 15 maggio 1626 - 24 dicembre 1627   |
| IV   | Paolo di Sangro              | 16?? - 14 dicembre 1636              | 24 dicembre 1627 - 14 dicembre 1636 |
| V    | Giovanni Francesco di Sangro | 15 maggio 1633 - 17 ottobre 1698     | 14 dicembre 1636 - 1682             |
| VI   | Paolo di Sangro              | 165? - 4 gennaio 1726                | 1682 - 1723                         |
| VII  | Raimondo di Sangro           | 30 gennaio 1710 - 22 marzo 1771      | 1723 - 22 marzo 1771                |
| VIII | Vincenzo di Sangro           | 28 ottobre 1743 - 12 marzo 1790      | 22 marzo 1771 - 12 marzo 1790       |
| IX   | Michele Raimondo di Sangro   | 7 novembre 1766 - 29 novembre 1827   | 12 marzo 1790 - 29 novembre 1827    |
| X    | Gerardo di Sangro            | 10 settembre 1798 - 21 febbraio 1842 | 29 novembre 1827 - 21 febbraio 1842 |
| XI   | Michele di Sangro            | 14 giugno 1824 - 5 febbraio 1890     | 21 febbraio 1842 - 5 febbraio 1890  |

## Famiglia d'Aquino di Caramanico
|      | Nome              | Data di nascita e di morte         | Durata carica                 |
| ---- | ----------------- | ---------------------------------- | ----------------------------- |
| XII  | Michele d'Aquino  | 16 settembre 1854 - 8 gennaio 1918 | 1891 - 8 gennaio 1918         |
| XIII | Giuseppe d'Aquino | 11 ottobre 1891 - 6 marzo 1942     | 8 gennaio 1918 - 6 marzo 1942 |
| XIV  | Michele d'Aquino  | 9 settembre 1917 - 28 giugno 1975  | 6 marzo 1942 -                |

Dal 1948 i titoli non sono riconosciuti ma continuano ad esistere, oggi il Principe è Filippo Riccardo d'Aquino di Caramanico (1979)